# 저스티스 (음악 그룹)
저스티스(Justice)는 프랑스의 전자 음악 밴드이다.